# Jabuka (Wojwodina)
Jabuka (cyr. Јабука) – wieś w Serbii, w Wojwodinie, w okręgu południowobanackim, w mieście Pančevo. W 2011 roku liczyła 6181 mieszkańców.